# Зиберг
Зиберг (пол. Zyberk) — дворянский род.
Фамилия, угасшая в России, но существующая в Германии (нем. von Syberg). Она была известна в Германии в графстве Марк ещё в первых годах XV века. Иоанн фон Зиберг имел сына Германна, женатого на вдове Эльске, урождённой фон Каппелен, внука Генриха, женатого на девице фон Меерфельдт и правнука Георга, который, женясь на Анне фон Плеттенберг, переселился в Лнфляндию, откуда потомки его переселились в Курлиндию и в Литву.
Старший сын Георга Бертольд фон Зиберг от брака с Анной фон Липпергейде имел сына Бертольда, который от своего первого брака с Анной фон Шверин имел сына Иоанна Георга, женатого на Сивилле фон Людинсгаузен, и внука Иосафата, бывшего в Литве воеводой лифляндским и женатого на Магдалине Будберг. Сын их Иоган Тадеуш (1739—1806), воевода лифляндский, был последним в роду из литовской ветви Зибергов. Он был женат три раза: на графине Марте Юрьевне Броун, на Софье Мошинской и на Луизе фон Клейст. Имел от третьего брака одну дочь Изабеллу-Хелену (1785—1849), вышедшую за Михаила Брёле-Плятера из Краславы (1777—1863).
Император Александр I 10 июля 1803 года дозволил Михаилу Казимировичу Плятеру принять фамилию и герб тестя своего и именоваться графом Брёл-Плятер фон Зиберг.